# Amir Wilson
Amir Wilson (Shrewsbury, 6 febbraio 2004) è un attore britannico.

## Biografia
Amir Wilson, il cui nome completo è Amir Ahmed Wilson, ha origini sudanesi da parte di madre. È noto soprattutto per il suo ruolo nelle serie TV His Dark Materials - Queste oscure materie e Lettera al re.

## Filmografia

### Cinema
- Il giardino segreto (The Secret Garden), regia di Marc Munden (2020)
- The Magic Flute, regia di Florian Sigl (2022)
- Itaca - Il ritorno (The Return), regia di Uberto Pasolini (2024)

### Televisione
- His Dark Materials - Queste oscure materie (His Dark Materials) – serie TV, 19 episodi (2019-2022)
- Lettera al re (The Letter for the King) – miniserie TV, 6 puntate (2020)

## Doppiatori italiani
Nelle versioni in italiano delle opere in cui ha recitato, Amir Wilson è stato doppiato da:
- Luca Tesei in His Dark Materials - Queste oscure materie (1ª voce)
- Ezzedine Ben Nekissa in His Dark Materials - Queste oscure materie (2ª voce)
- Alex Polidori ne Il giardino segreto
- Lorenzo d'Agata in Lettera al re